# Slaget vid Kursk
Slaget vid Kursk var ett stort fältslag mellan Sovjetunionen och Tyskland sommaren 1943, under andra världskriget. Stora mängder pansartrupper deltog i slaget, som av många militära bedömare anses ha haft en större betydelse för utgången av kriget än vad slaget vid Stalingrad hade. Tyskarna betraktade slaget vid Kursk endast som egen offensiv med kodnamnet Operation Zitadelle, medan man i Ryssland (tidigare Sovjetunionen) ser slaget som operation Zitadelle som följdes upp av Operation Kutuzov och Operation Polkovodets Rumjantsev. De två sistnämnda operationerna vann den Röda armén och i och med det hela slaget vid Kursk.

## Bakgrund

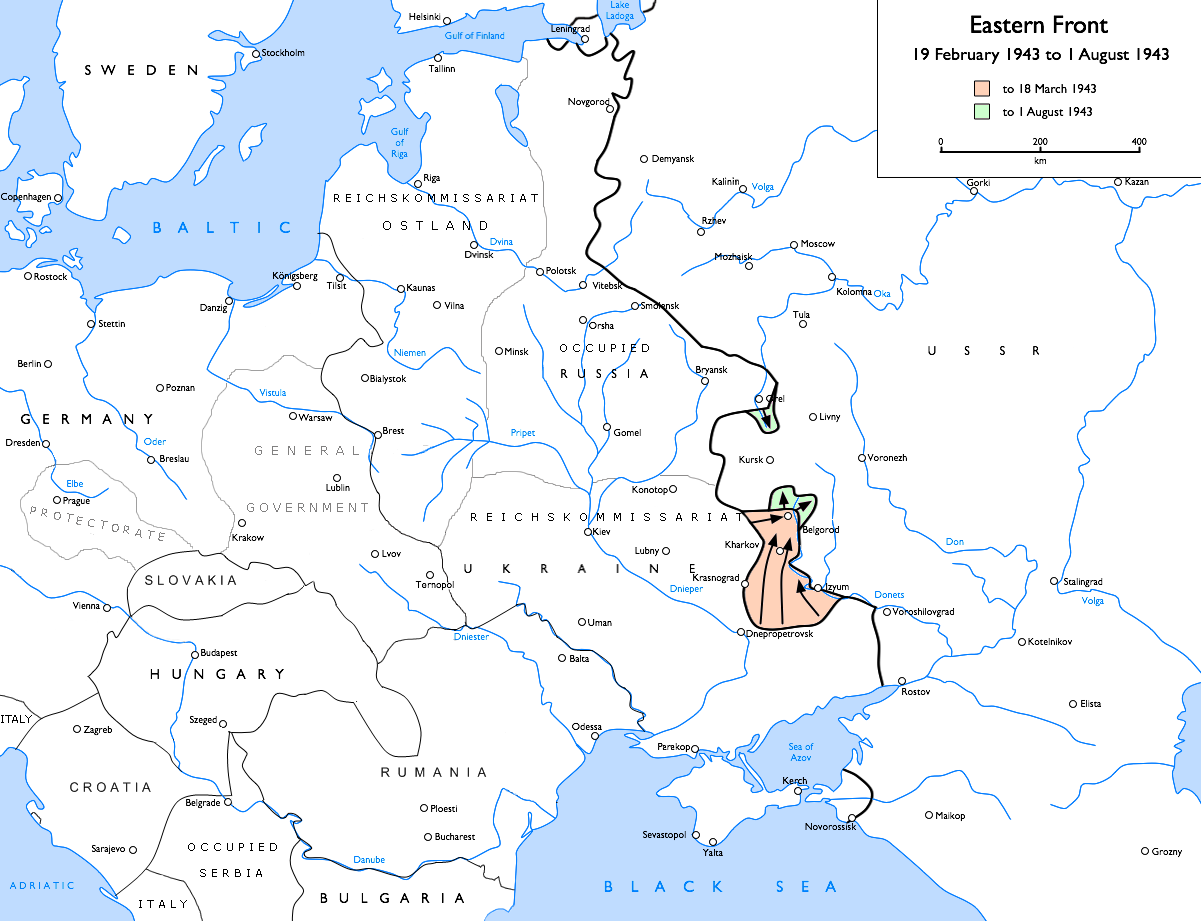
Strategisk karta.

Efter segern vid Stalingrad anföll de sovjetiska styrkorna i söder på bred front i en massiv motoffensiv mot tyskarna. Den sovjetiska krigsledningen och många andra officerare med dem var övertygade om att resterna av de tyska styrkorna i området inte hade resurser nog att stå emot en sådan offensiv. Men den tyska armén var långt ifrån besegrad och den ryska motoffensiven blev allt annat än lyckad. I mitten av mars lyckades istället tyskarna under ledning av generalfältmarskalk Erich von Manstein slå tillbaka de sovjetiska styrkorna i Charkiv-området och återerövra staden. Detta lämnade för sovjeterna en farlig utbuktning i frontlinjen, 190 km lång och 120 km bred, inom vilken trängdes fem sovjetiska armékårer. I mitten av utbuktningen låg Kursk, en viktig järnvägsknutpunkt 50 mil söder om Moskva. För de tyska generalerna var läget frestande att med en klassisk kniptångsmanöver innesluta och förinta de sovjetiska styrkorna i Kurskbågen, något som man hoppades skulle kunna vända den tyska krigslyckan i öst. Det var en realistisk strategi, men även om tyskarna hade lyckats slå tillbaka den sovjetiska offensiven var man långt ifrån redo att gå till en egen massiv motattack. Detta hade de tyska officerarna insett, och förgäves försökte de övertyga Hitler om att en tysk offensiv just nu skulle få katastrofala konsekvenser. Men de kunde inget göra, tyskarna skulle gå till offensiv. Operationen fick kodnamnet Zitadelle.
I mars 1943 hade tyskarna 3 miljoner man på östfronten medan Röda armén hade 5,1 miljoner. Sovjetunionen hade nära 10 000 stridsvagnar vid sommarens början, medan tyskarna hade drygt 3 500 stridsvagnar längs östfronten. De tyska stridsvagnarna hade betydligt bättre eldkraft än de sovjetiska, och det skulle visa sig under striderna sommaren 1943 att de tyska vapnen orsakade oerhörda pansarförluster för Röda armén.

## Operation Zitadelle

### Styrkeförhållanden

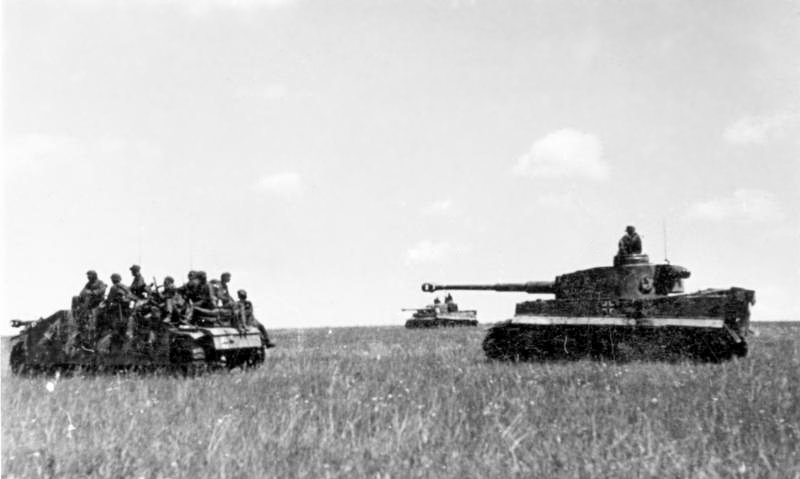
Två Tiger I-stridsvagnar och en StuG III-infanterikanonvagn med uppsuttet infanteri.

Inför operation Zitadelle, eller anfallet mot Kurskbågen, hade tyskarna dragit samman 9:e armén, 4:e pansararmén och två kårer ur arméavdelning Kempf. Utöver dessa fördelningar fanns även den 2:a armén på Kurskutbuktningens västra sida, där man dock saknade anfallsuppgifter. Inför operation Zitadelle förfogade de tyska befälhavarna över cirka 777 000 man med 2 451 stridsvagnar och stormkanonvagnar, 7 500 artilleripjäser och granatkastare. Dessutom fanns 1830 flygplan redo att ge sitt understöd. Några reserver fanns inte att tillgå för de tyska befälhavarna.

#### Sovjetiska styrkor
För att hejda det kommande tyska anfallet samlade den sovjetiska stridsledningen stora styrkor inuti och kring själva Kurskbågen. På den norra sidan av bågen var Centralfronten grupperad under befäl av general Konstantin Rokossovskij; den 1 juli förfogade den över 711 575 man, 12 453 kanoner och granatkastare, 1 785 stridsvagnar och understöddes av 1 050 stridsflygplan. På den södra sidan av bågen ansvarade Voronezjfronten under general Nikolaj Vatutin för försvaret; den var något svagare än Centralfronten men förfogade över 625 591 man, 9 751 kanoner och granatkastare, 1704 stridsvagnar samt understöddes av 881 stridsflygplan. Bakom Kurskbågen hade Stäppfronten grupperats för att kunna användas till anfallsoperationer när det tyska anfallet kört fast eller som förstärkning till de två försvarande fronterna. Stäppfronten under general Ivan Konev förfogade över 573 195 man, 9 211 kanoner och granatkastare plus 1 639 stridsvagnar och understöddes av 563 stridsflygplan.

### Skepsis från tyska generaler
Många inom den tyska militären var emot operationen. Fältmarskalk Erich von Manstein, general Alfred Jodl och fältmarskalk Gerd von Rundstedt protesterade våldsamt mot ett sådant massivt anfall och ansåg att Tyskland skulle fokusera sig på en defensiv strid under 1943, då de insåg vad en förlust skulle betyda för den redan instabila ställningen på östfronten.
Hitler var dock fast besluten att genomföra operationen. Han hoppades att en tysk seger här skulle kunna bli avgörande för krigets utgång. Ryssarna hade emellertid fått underrättelseuppgifter via den brittiska underrättelsetjänstens Operation Ultra om tyskarnas planer och var väl förberedda.

### Slagets förlopp
Slaget inleddes den 4 juli med att tyskarna genomförde ett "rekognosceringsanfall".

#### 5 juli
Huvudanfallet startade kring femtiden på morgonen den 5 juli. Eftersom Röda armén var väl medvetna om det kommande anfallet sattes artillerianfall in mellan ett- och tvåtiden på natten för att störa tyska anfalls- och artilleriförband. Då målen för artillerielden till viss del byggde på gissningar blev effekten begränsad, men de tyska trupperna var nu på det klara med att deras anfall inte skulle ta Röda armén med överraskning.
På 4. Pansararméns sektor i söder var det främst 22:a gardesskyttekåren och 23:e gardesskyttekåren som fick ta emot dagens anfall från XXXXVIII. Panzerkorps och II. SS-Panzerkorps. Dessa båda sovjetiska kårer började brytas sönder, och tyskarna kunde därefter tränga in upp till 8 km i den sovjetiska försvarszonen. Därmed var den första försvarslinjen bruten.
Till vänster om II. SS-Panzerkorps angrepp arméavdelning Kempf, som tvingades korsa Donets under strid för att angripa 7:e gardesarmén. Kemps enda pansarstyrkor – den III. Panzerkorps – lyckades under dagen korsa floden med 9. Panzer-Division och 19. Panzer-Division med endast måttliga förluster. Men kår Raus, som bestod av infanteri, fick korsa floden utan pansarstöd. Tyskarna lyckades visserligen etablera ett brohuvud men till priset av höga förluster.
På den norra sidan av Kurskfickan angrep den 9. Armee, vilken förfogade över betydligt färre stridsvagnar än trupperna i söder. De inledande anfallen utfördes nästan uteslutande av infanteriförband. Även här lyckas tyskarna tränga in upp till 8 km i den sovjetiska försvarszonen, dock utan att lyckas bryta den första försvarslinjen.
Ur sovjetisk synvinkel såg utvecklingen efter den första dagen rätt ljus ut. Underrättelseuppgifterna hade visat sig korrekta. Visserligen hade tyskarna trängt längre in i försvarszonen än vad ryssarna räknat med, men förstärkningar hade började föras fram. Ryssarna började också planera för de första motanfallen.

#### 6 juli

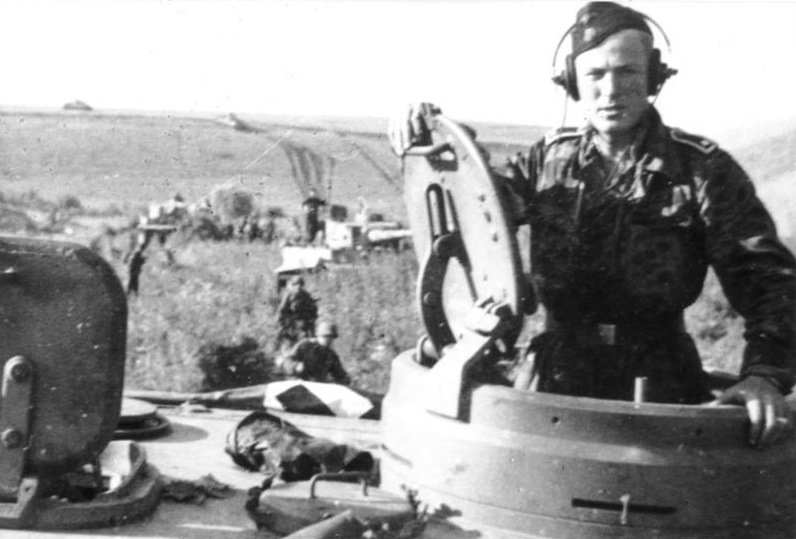
Tiger I ur 2. SS-Panzer-Division Das Reich.

På den norra flanken började Rokossovskijs motanfall med hjälp av 2:a stridsvagnsarmén förstärkt med 19:e stridsvagnskåren och 17:e gardesskyttekåren. Operationen slutade i fiasko. Den 19:e stridsvagnskåren kom inte igång med sitt anfall på morgonen utan först klockan 18.30, då de sovjetiska minfält som de skulle anfalla igenom inte hunnit röjas. 3:e stridsvagnskåren fick kastas in för att hejda ett tyskt anfall. Detta gjorde den 16:e stridsvagnskåren till det enda större pansarförband som anföll under dagen. Trots kraftigt artilleriunderstöd slogs anfallet tillbaka och 69 stridsvagnar förstördes. Detta gjorde att en stor del av Rokossovskijs reserver var nu bundna i strid.
Den tyska 9. Armén satte in 2. Panzer-Division och 9. Panzer-Division i anfallet, men dessa divisioner kolliderade med 17:e gardesskyttekårens anfall, med resultatet att båda sidors anfall körde fast. 9. Armén gjorde visserligen framsteg under dagen men till priset av 3000 man i förluster, och tyskarna låg efter planen.
På den södra flanken svängde XXXXVIII. Panzerkorps till en mer nordostlig anfallsriktning. Panzergrenadier-Division Großdeutschland och 11. Panzer-Division lyckades avancera 12 km under hårda strider, samtidigt som de endast led måttliga förluster. II. SS-Panzerkorps gjorde också betydande framsteg under dagen trots att anfallen från både 2. SS-Panzer-Division Das Reich och 1. SS-Panzer-Division Leibstandarte SS Adolf Hitler blev försenade. Dock växte problemen, i och med att Kempf kom på efterkälken under framryckningen på II. SS-Panzerkorps flank, och de blev tvungna att avdela egna förband för flankskydd.
På Kempfs sektor lyckades 7. Panzer-Division och 6. Panzer-Division bryta sig ut ur brohuvudet över Donets och erövra den höglänta terrängen vid Mjasodove. Men för infanteridivisionerna gick det fortsatt trögt och förlusterna var höga. Det stod mer och mer klart att kår Raus inte skulle klara av sin uppgift, och förstärkningar i form av 198. Infanterie-Division började föras fram.
Ur sovjetisk synvinkel började situationen se lite mer kritisk ut då motanfallen på den norra flanken kört fast och frontens reserver var uppbundna. I söder klarade sig den 7:e gardesarmén rätt bra, men 6:e gardesarmén hade lidit svåra förluster och försvarslinjen började brytas sönder. Man började föra fram pansarreserven i form av 1:a stridsvagnsarmén med 624 stridsvagnar, 2:a gardesstridsvagnskåren med 198 stridsvagnar och 5:e gardesstridsvagnskåren med 219 stridsvagnar. Totalt mer än 1000 stridsvagnar var nu på väg att ta upp striden med XXXXVIII. Panzerkorps och II. SS-Panzerkorps. Dessa rapporterade 278 respektive 325 insatsberedda stridsvagnar. Även om tyskarna inte förlorat speciellt många stridsvagnar, befann sig många på verkstad på grund av minskador eller mekaniska fel. Det senare var något som plågade Panther-förbanden.

#### 7 juli

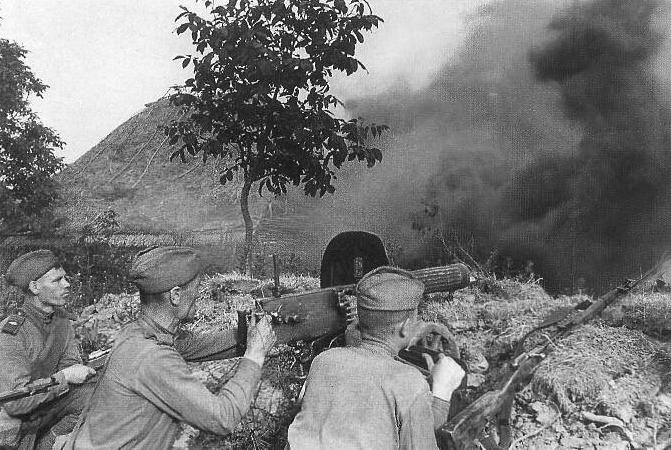
Sovjetiska soldater öppnar eld med en kulspruta under slaget vid Kursk.

På den norra flanken fortsatte 9. Armee angreppen. Den XXIII. Armeekorps gick till angrepp vid Trosna där 78. Sturm-Division fortsatte sina anfall från gårdagen. På grund av sovjetiska motanfall körde kårens angrepp fast och till kvällen hade tyskarna erövrat Trosna, Protosova och Petrovka, men sedan var det stopp. Förbandet till väster om 23:e amékåren – XXXXI. Panzerkorps, som nu satte in 18. Panzer-Division i anfallet – kom i strid med den kraftigt förstärkta 307:e skyttedivisionen; denna understöddes av två stridsvagnsbrigader och sammanlagt 380 artilleripjäser.
Den av Models kårer som lyckades bäst under dagen var XXXXVII. Panzerkorps med sina tre pansardivisioner, 2. Panzer-Division, 9. Panzer-Division och 20. Panzer-Division. Dagen före hade man hejdat 17:e gardesskyttekårens anfall och nu började man pressa tillbaka den; under dagen intogs Bitiug och Kasjara. Dock hade man bara avancerat 4 km. Dagens strider hade kostat 9. Armén 3000 man; att de sovjetiska förlustsiffrorna var än högre var ingen större tröst. Det började stå klart att tyskarna inte skulle lyckas bryta sig igenom det sovjetiska försvaret i norr.
För de två pansarkårerna i fjärde pansararmén började problemen med minor att avta, eftersom man nu hade avancerat igenom de svårast minerade områdena. 48:e pansarkåren avancerade under måttliga strider över den lilla floden Pena, där man dock åter stötte på minor.
På morgonen inledde 2:a gardesskyttekåren och 5:e gardesstridsvagnskåren en serie motanfall mot 2. SS-Panzer-Division Das Reich och 1. SS-Panzer-Division Leibstandarte SS Adolf Hitler; samtliga anfall slogs dock tillbaka. Senare på morgonen gick de två SS-divisionerna själva till anfall, vilket kolliderade med nya sovjetiska anfall och följdes av en lång pansarstrid. Tyskarna hade under morgonen erövrat Teterevino, och senare under dagen inriktades anfallen på Gresnoje och Iasnaja Poljana. Återigen gick Röda Armén till motanfall med stridsvagnar, vilka dock slogs tillbaka.
3. SS-Panzer-Division Totenkopf anföll sovjetiska trupper på kårens östra flank och lyckades driva dem över Donets.
För arméavdelning Kempf gick det fortsatt trögt, men 7. Panzer-Division lyckades ändå erövra Mjasodove. Till största delen var det infanteriet som fick bära det tunga lasset. Röda Armén förlorade 4500 man i sektorn mot tyskarnas 1500 man.

#### 8 juli

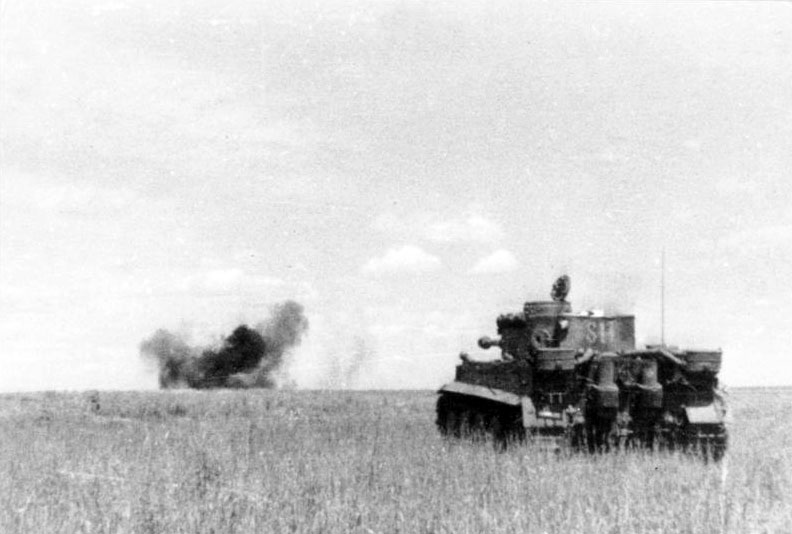
En Tiger I-stridsvagn öppnar eld mot sovjetiska styrkor.

Eftersom Models 9. Armé hade fört fram flera divisioner som förstärkning, så började ledningssituationen bli tungrodd. För att lösa problemet skapade man grupp von Esebeck i skarven mellan XXXXVI. Panzerkorps och XXXXVII. Panzerkorps som fick ta över befälet över 31. Infanterie-Division, 20. Panzer-Division och 4. Panzer-Division. 292. Infanterie-Division hoppades erövra resten av Ponyri under dagen, men förhoppningen kom på skam då den sovjetiska 307:e skyttedivisionen hade samma mål för dagen. 307:e skyttedivisionen som redan tidigare hade fått kraftiga förstärkningar fick nu ytterligare ett tungt stridsvagnsregemente samt två stridsvagnsbrigader ur 3:e stridsvagnskåren. Under dagen utspelades blodiga strider om Ponyri men ingen part lyckades göra några framsteg. 18. Panzer-Division, 9. Panzer-Division och 4. Panzer-Division hade en viss framgång och lyckades pressa tillbaka försvaret ca två kilometer.
Så efter fyra dagars strider hade 9. Armén inte lyckats avancera mer än 15 km jämfört med 35 km för 4. Pansararmén. Av detta skäl bestämde von Kluge och Model att 9. Armén skulle ägna morgondagen åt att omgruppera för nya anfall den 10 juli.
På den södra sidan fortsatte hårda pansarstrider att rasa. Inom staben för XXXXVIII. Panzerkorps hystes förhoppningen att de under dagen skulle bryta igenom den sovjetiska försvarszonen. Men under natten hade tyskarna drabbats av ett bakslag då bron över Pena som 3. Panzer-Division höll på att bygga förstördes av sovjetiskt bombflyg. Detta tvingade divisionen att använda broar och vägar längre österut som redan användes av Panzergrenadier-Division Großdeutschland vilket ledde till mer förseningar. Großdeutschland hade huvuduppgiften för dagen, divisionen skulle bryta igenom försvaret nordöst om Syrtsevo och fortsätta mot Verchopenoje och huvudvägen väster om Polerovkij.

#### 9 juli

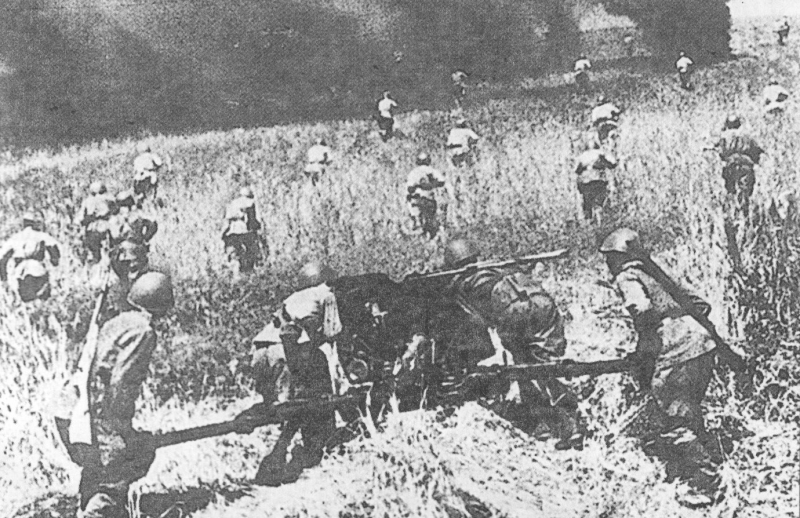
Sovjetiska trupper går till motattack mot tyska ställningar.

På den norra sektorn hade centralfronten kontroll över 9. Armees framryckningar, som ännu inte hade trängt igenom den sovjetiska försvarszonen. Förberedelserna för den sovjetiska offensiven mot Orjolbågen pågick enligt plan, som skulle komma att hota 9. Armee bakifrån.
I söder var läget betydligt mer bekymmersamt då 4. Panzerarmee hade trängt igenom större delen av försvarszonen. I väntan på att 5:e gardesstridsvagnsarmén skulle nå fram överfördes 5:e gardesarmén till Voronezjfronten och sändes framåt. Förhoppningen var att nöta ner de tyska anfallsförbanden så mycket att 5:e gardesstridsvagnsarmén skulle kunna gå till motanfall. Denna dag förfogade de sovjetiska förbanden i den södra sektorn över nästan 1800 stridsvagnar trots tidigare stora förluster, de tyska förbanden förfogade samtidigt över 670 insatsberedda stridsvagnar.
Under natten hade 3. Panzer-Division försökt rensa Syrtsevo och Luchanino från sovjetiska förband som bitit sig fast i bebyggelsen, detta gjorde att divisionen kom att hamna på efterkälken under dagen. Dessutom gjorde floden Penas sträckning att XXXXVIII. Panzerkorps hade svårt att låta sina pansardivisioner anfalla i bredd. På morgonen var den endast 11. Panzer-Division som kom igång med sitt anfall enligt plan men hejdades snart av starka pansarförband som höll höjd 260,8. För att möta de tunga sovjetiska stridsvagnarna beordrades Panther-brigaden fram och Luftwaffe anföll höjden. Efter att de sovjetiska stridsvagnarna på höjden decimerats betydlig kunde den erövras. Detta gav Großdeutschland möjlighet att svänga västerut och skära av de förband som hindrade framryckningen för 3. Panzer-Division
Under natten skulle 167. Infanterie-Division överta 3. SS-Panzer-Division Totenkopfs ställningar något som kom att försenas av ett sovjetiskt nattanfall med pansar. Planen för dagen var att 3. SS-Panzer-Division Totenkopf skulle anfalla tillsammans med 1. SS-Panzer-Division Leibstandarte SS Adolf Hitler i riktning mot floden Psiol. Trots att de sinkades av flera sovjetiska motanfall av både infanteri och pansar så lyckades Toten nå nästan ända fram till Psiol. 1. SS-Panzer-Division Leibstandarte SS Adolf Hitler och Das Reich som tidigare tagit huvudansvaret för anfallen var nu mer slitna och kunde inte genomföra några större anfall under dagen. Kåren kom under denna dag att förlora 350 man, fem stridsvagnar och ytterligare 24 till verkstäderna. På den sovjetiska sidan förlorade man 2000 man och 70 stridsvagnar.
För arméavdelning Kempf gick dagen trögt. Under hårda strider kunde III. Panzerkorps med 6. Panzer-Division i spetsen erövra ett höglänt terrängområde norr om vägen mellan Belgorod och Korotja som gav möjlighet att överblicka ett stort område norrut. Denna terrängvinst skulle kunna underlätta den fortsatta framryckningen norrut, dock var priset högt. Tillsammans med kår Raus hade III.Panzerkorps förlorat 1300 man, 25 totalförstörda stridsvagnar och ytterligare 75 till verkstad. Detta gjorde att pansarkåren nu bara förfogade över hundratalet stridsvagnar att sätta in i anfallet nästa dag, vilket skulle göra det svårt att utnyttja dagens terrängvinst. Vidare hade de allt längre flanker att bevaka och även om de hade mottagit förstärkningar så var de inte tillräckliga för att behålla anfallskraften. Kempfs motståndare Sjumilov kunde se med betydligt större tillförsikt på 7:e gardesarméns läge, även om han hade förlorat 3500 man och fyra stridsvagnar under dagen. Han hade visserligen inte stoppat tyskarna direkt vid Donets, men han hade lyckats bromsa upp framryckningen avsevärt. För de sovjetiska arméerna strax norröver var läget betydligt allvarligare.

#### 10 juli

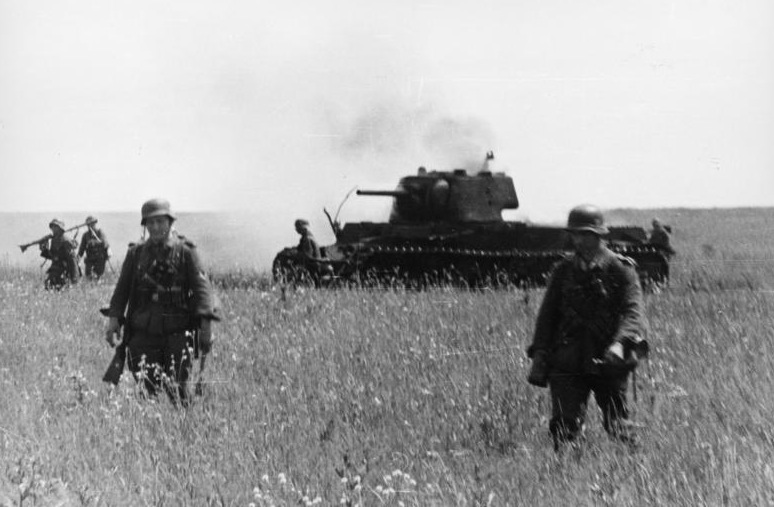
Tyska soldater passerar en förstörd sovjetisk stridsvagn av typen KV-1.

På den norra sidan beslöt Model att kraftsamla på en 15 kilometer bred sektor mellan Olchovatka och Teploje, von Eseneck fick ansvaret att leda de tre pansardivisionerna som skulle anfalla 2. Panzer-Division, 4. Panzer-Division och 20. Panzer-Division. Trots kraftfullt understöd från Luftwaffe gick anfallet mot det välförberedda sovjetiska försvaret trögt. 2. Panzer-Division gjorde endast måttliga terrängvinster i riktning mot Olchovatka, medan 4. Panzer-Division och 20. Panzer-Division faktiskt lyckades erövra Teploje efter hårda strider i bebyggelse. För denna framryckning på som mest 2 kilometer förlorade man 2 500 man. Samtidigt övervägde armégrupp Mitte att föra fram två pansardivisioner som förstärkning för antingen fortsatta anfall eller att avvärja anfallet mot Orjolbågen som man väntade sig.
På den södra sidan var dagen lite av en mellandag. På XXXXVIII. Panzerkorps förband gjorde Großdeutschland den största insatsen för dagen då man anföll bakåt i sydvästlig riktning för att röja vägen för 3. Panzer-Division. Huvuddelen av anfallet kom att utföras av den brigad med Panther-stridsvagnar som var underställd Großdeutschland. Just denna dag anlände pansarvapnets inspektör Heinz Guderian för att observera hur Pantherstridsvagnarna fungerade i strid. Närmare 49 sovjetiska stridsvagnar hade slagits ut på brigadens avsnitt under dagen. 11. Panzer-Division gjorde endast mindre anfall för att upprätta förbindelser med II. SS-Panzerkorps på kårens östra flank.
Huvuddelen av divisionerna i II. SS-Panzerkorps hade också en vilodag, med ett undantag. 3. SS-Panzer-Division Totenkopf fortsatte framåt i syfte att erövra ett brohuvud över Pisol. På grund av ett ihärdigt regnande kunde Luftwaffe inte bistå med något understöd. Vid 13-tiden hade pansargrenadjärerna efter hårda närstrider erövrat ett litet brohuvud, men på grund av de leriga stränderna var det svårt att bygga en bro över floden för att föra över stridsvagnar. 
Arméavdelning Kempf ägnade dagen åt omgrupperingar inför morgondagens anfall, men ett antal sovjetiska motanfall slogs tillbaka huvudsakligen med hjälp av artilleri där sovjetiska förband förlorade cirka 4000 man i jämförelse med 500 man.

#### 11 juli

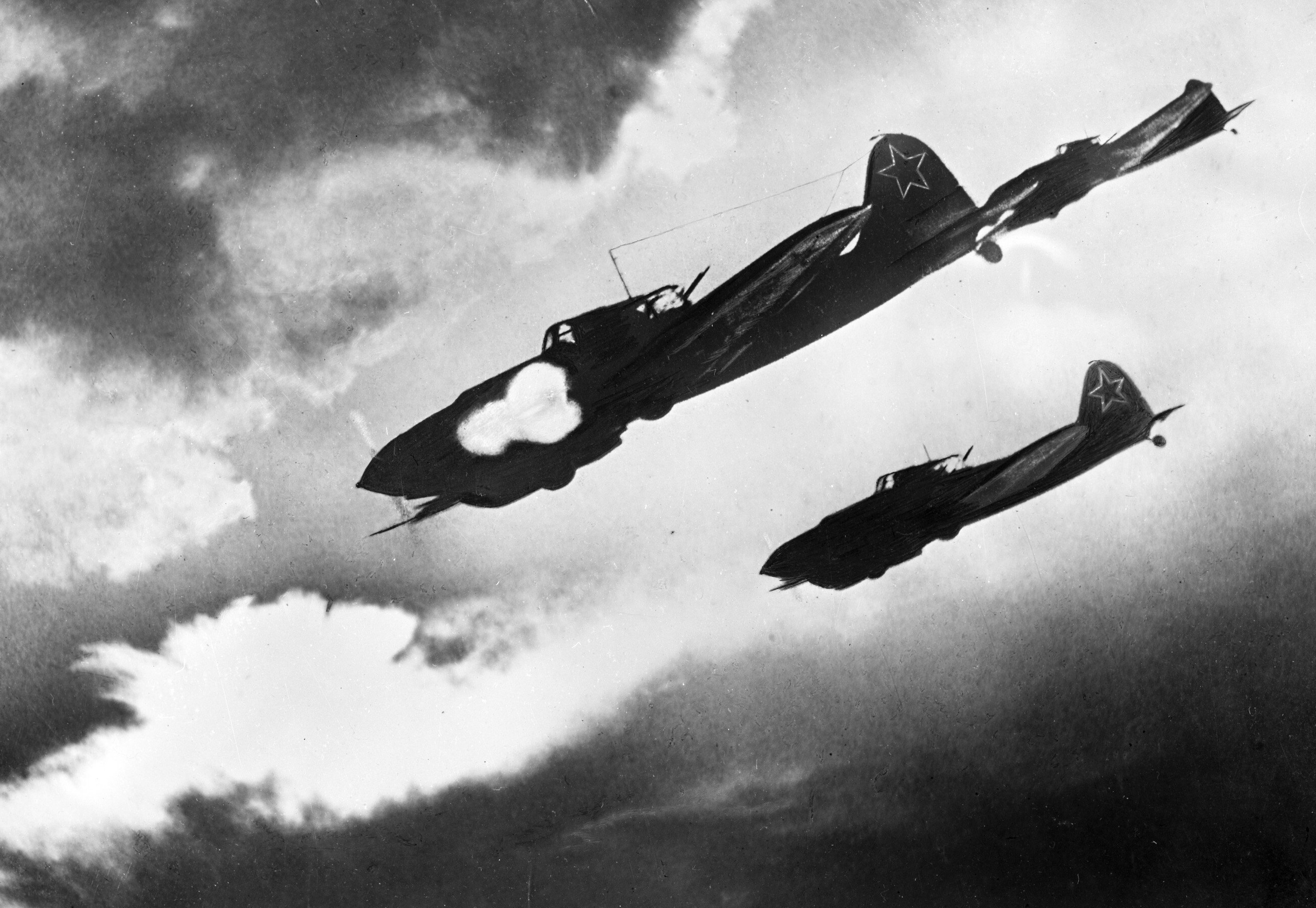
Sovjetiska Il-2-attackflygplan attackerar en tysk pansarkolonn.

På morgonen den 11 juli gick 9. Armee på nytt till anfall, men till priset av förluster på 1500 man gjordes inga större terrängvinster, det blev nu allt mer klart att Models offensiv på den norra sidan av Kurskfickan helt hade kört fast.
På den södra sidan var den 11 juli tämligen lugn. Den huvudsakliga aktiviteten hos XXXXVIII. Panzerkorps var att Großdeutschland fortsatte sitt anfall i sydvästlig riktning. Den tyska förhoppningen att kunna skära av de sovjetiska förband som spärrade vägen för 3. Panzer-Division kom visserligen på skam då dessa retirerade i sista stund. Trots det förlorade man runt 3000 man och mycket tung materiel. Den tyska kåren kunde nu också frigöra flera förband för att kunna återuppta framryckningen i riktning mot Obojan. 
Hos II. SS-Panzerkorps var striderna hårdare främst vid 3. SS-Panzer-Division Totenkopfs brohuvud över Pisol. Då ingenjörernas bromateriel hade fastnat i den leriga terrängen under natten så kunde man bara föra över lätta förband som förstärkning av det utsatta brohuvudet. Sovjetiskt artilleri fördes fram för att bombardera brohuvudet och de pågående brobyggena. På tysk sida förde man fram nebelwerferförband för att ge understöd till brohuvudet då dessa på grund av sin lägre vikt inte fastnade lika lätt i leran. Flera motanfall slogs tillbaka under dagen och under eftermiddagen lyckades ingenjörstrupperna färdigställa två broar som kunde bära stridsvagnar. Under kvällen fördes stridsvagnar in i brohuvudet som en förberedelse inför morgondagens anfall. 1. SS-Panzer-Division Leibstandarte SS Adolf Hitler anföll längs med vägen mellan Teterevino och Prochorovka. Trots hårt motstånd lyckades man göra betydande terrängvinster. Das Reich tillsammans med 167. Infanterie-Division skyddade kårens höger flank. Då dagens strider var rätt statiska så var förlustsiffrorna ovanligt jämna då tyskarna förlorade 1000 man mot 1700 man och tre stridsvagnar mot sju.
III.Panzerkorps besöktes av fältmarskalk Manstein som fortfarande hyste hopp om att man skulle kunna åstadkomma resultat på den södra sidan av kurskfickan. Men detta krävde att pansarkåren skulle lyckas skära av och eliminera den kilformade position som den sovjetiska 69:e armén höll mellan den egna kåren och II. SS-Panzerkorps. Detta skulle kunna försvaga de sovjetiska styrkorna och samtidig frigöra trupper som hade hållit flankerna. De sovjetiska styrkorna hade fördel av terrängen då deras position låg mellan Donets två grenar som kunde utnyttjas som stöd för försvaret, tyskarna var tvungna att under strid korsa den östra grenen av Donets för att kunna skära av fickan. I spetsen för anfallet genom det sovjetiska försvaret vid floden gick Schwere Panzer-Abteilung 503 och 6. Panzer-Division som lyckades tränga igenom den nyanlända 305:e infanteridivisionen. Man erövrade Olchovatka och Kazache innan mörkrets inbrott, men man fortsatte med ett nattanfall vidare mot floden. I hopp om att kunna bluffa sig igenom det sovjetiska försvaret utnyttjade man två erövrade T-34 som gick i spetsen för den första pansarbataljonen, man klarade sig nästan ända fram till floden innan det sovjetiska försvaret reagerade. I sista stund retirerade försvararna över den enda bron och sprängde den, vilket hejdade de tyska pansarförbanden men en pansargrenadjärbataljon lyckade ta sig över floden och erövra ett litet brohuvud. På den norra respektive den södra flanken av kåren kämpade sig 7. Panzer-Division och 19. Panzer-Division fram.

#### 12 juli

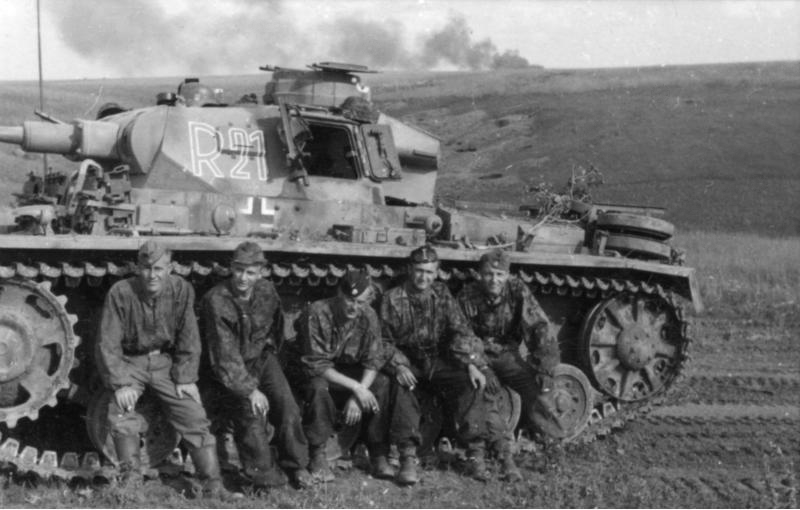
Besättningen i en tysk PzKpfw III-stridsvagn vilar under kraftiga strider söder om Kursk.

På den norra sidan av kurskbågen hotades nu de tyska styrkorna i ryggen då sovjetiska förband inledde Operation Kutuzov som innebar ett anfall mot den svaga 2. Panzerarmee som höll fronten kring Orjol. På södra sidan gick 5:e gardesstridsvagnsarmén till anfall mot II. SS-Panzerkorps som inledning till det som skulle utvecklas till slaget vid Prochorovka. Det inledande anfallet på morgonen den 12 juli utfördes av de 18:e och 29:e stridsvagnskårerna som förfogade över cirka 400 stridsvagnar. Anfallet stördes av att de planerade utgångsområdena för anfallet hade erövrats av tyskarna strax innan, detta gjorde att anfallet kom att få karaktären av ett renkonterslag, där två anfallande styrkor möts, detta var en form av slag som passade de sovjetiska styrkorna mindre bra då det ställde mer krav på självständighet och flexibilitet. Genom att sätta in ett massanfall med pansar hoppades man kunna uppväga den fördel tyskarna hade av längre räckvidd på stridsvagns- och pansarvärnskanoner, men anfallet som kom att träffa främst 1. SS-Panzer-Division Leibstandarte SS Adolf Hitler kom att visa sig väldigt kostsamt.
3. SS-Panzer-Division Totenkopf som nu hade tillräckligt med stridsvagnar i brohuvudet vid Pisol påbörjade anfallet norrut trots att brohuvudet utsattes för flera motanfall från förband från 5:e gardesarmén.
Hos XXXXVIII. Panzerkorps var dagen tämligen lugn då man mest höll på att omgruppera för att återuppta anfallet i riktning mot Obojan. Man slog dock tillbaka ett antal blodiga motanfall från sovjetiska förband som kom att kosta de anfallande förbanden över 4700 man i förluster mot 500 man för tyskarna.
Även Arméavdelning Kempf ägnade dagen åt omgrupperingar samt att bygga broar över Donets vid brohuvudet som erövrades under natten. Här satte Röda Armén även in desperata motanfall för att återta terräng som förlorats. Man förlorade 7400 man jämför med 500 man utan att vinna någon terräng.

#### 13 juli
I norr hade tyskarna fullt upp med att värja sig från de sovjetiska anfallen mot Orjolbågen.
I söder började III. Panzerkorps att anfalla norrut på östra sidan av norra Donets för att säkra sin flank inför anfallet i nordvästlig riktning mot Prochorovka.

#### 15 juli
Denna dag möttes förband från Das Reich och 7. Panzer-Division, därmed var 69:e Arméns kilformade position helt avskuren. Men på grund av den låga framryckningstakten så hann skyttedivisionerna ur armén retirera innan inringningen var fullbordad, men den tyska frontlinjen hade förkortat avsevärt. Då anfallet mot Prochorovka hade misslyckats och betydande sovjetiska förstärkningar hade förts fram, så hoppades tyskarna nå resultat genom att skifta anfallsriktning norrut mot Obojan. Detta frontavsnitt försvarades av den slitna 1:a stridsvagnsarmén och 6:e gardesarmén, medan tyskarna hade fört fram den utvilade XXIV. Panzerkorps. Inför anfallet mot Obojan utrymdes 3. SS-Panzer-Division Totenkopfs brohuvud över Pisol. Under arbetet att gruppera om förbanden kom rapporter om sovjetiska anfall mot 1. Panzerarmee och 6. Armee på armégrupp Suds södra flank, dessa anfall var inte oväntade men de var ändå skälet till att slutgiltigen avbryta operation Zitadelle.

## Operation Kutuzov

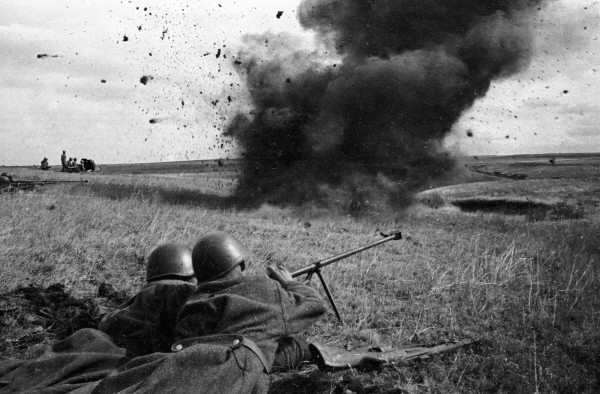
Sovjetiska soldater med ett PTRD pansarvärnsgevär under slaget vid Kursk, 20 juli 1943.

Operation Kutuzov eller Orjol-motoffensiven (ryska. Orlovskaja nastupatelnaja operatsija) inleddes den 12 juli och avslutades den 18 augusti. Operationerna ägde rum på den norra sidan om Kursk-utbuktningen. Staden Orjol (Orel) befriades från tyska trupper den 5 augusti.

### Styrkeförhållanden
Röda arméns Brjanskfronten och Västfronten stod mot den svaga tyska 2. Pansararmén som skulle försvara Orjolbågen och skydda 9. Arméns flank. Trots sitt namn saknade 2. Pansararmén i stort sett pansarförband och bestod av 13 infanteridivisioner och en svag pansargrenadjärdivision.

## Operation Polkovodets Rumjantsev
Operation Polkovodets Rumjantsev, Belgorod-Charkiv-motoffensiven eller fjärde slaget om Charkov (ryska: Belgorosko-Charkivskaja nastupatelnaja operatsija) inleddes den 12 juli (medan Operation Zitadelle ännu pågick) och avslutades den 23 augusti. Andra källor gör gällande att operationen inleddes först den 3 augusti.
Den 5 augusti befriade de sovjetiska trupperna staden Belgorod och den 22 augusti intogs Charkov.
Den 23 augusti firades segern i slaget vid Kursk med en salut ur 124 kanoner i Moskva. Det var första gången en seger under detta krig firades på det här sättet och fler segrar och firanden följde efteråt.

### Styrkeförhållanden

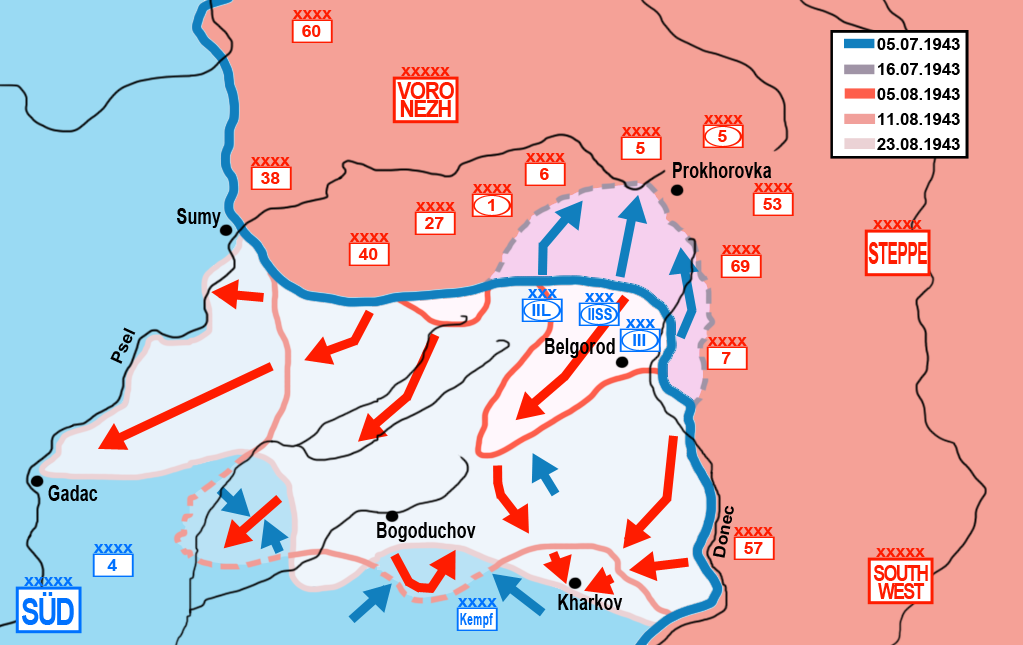
Karta över en sovjetisk motoffensiv i södra delen av Kurskbågen.

Uppgiften att slutgiltigt återta Charkov föll på Voronezjfronten och Stäppfronten. Voronezjfronten som hade en total styrka på cirka 700 000 man och 2 000 stridsvagnar och stormkanonvagnar, inledde sitt anfall med fem arméer 5:e och 6:e Gardesarméerna, 27:e, 38:e och 40:e arméerna, samt två stridsvagnsarméer som skulle utnyttja genombrottet, 1:a stridsvagnsarmén och 5:e gardesstridsvagnsarmén. Stäppfronten, under befäl av Konev, inledde anfallet med tre arméer 7:e gardesarmén, 53:e och 69:e armén. Dessa tre arméer bestod av 22 stycken skyttedivisioner, men hade bara knappt 470 stycken stridsvagnar.
På den tyska sidan stod Armégrupp Süd med sina två arméer, 4. Pansararmén och arméavdelning Kempf. Dessa var nu betydlig svagare än när Operation Zitadelle inleddes, då många av pansardivisionerna hade förflyttats till andra frontavsnitt. Kvar fanns bara 4 pansardivisioner,  6. Panzer-Division, 7. Panzer-Division, 11. Panzer-Division och 19. Panzer-Division.

### Händelseförlopp
Söder om de tyska retirerande 9. Armén och 4. Armén ställdes generalen Erich von Manstein med 42 divisioner mot 120 sovjetiska. Den 3 augusti bröts den tyska fronten och de sovjetiska styrkorna kunde snabbt befria städerna Belgorod och Bogoduchov. De svepte sedan fram genom Ukraina och den 22 augusti återerövrades Charkov av sovjetiska styrkor.
Den 7 september hade von Mansteins arme reducerats, så att den inte hade något annat alternativ än reträtt. I mitten av september drog sig de 1:a och 4:e pansararméerna och den 8:e armen tillbaka bakom floden Dnjepr mellan Zaporozje och Kiev. Sovjetiska trupper följde snabbt efter och denna gång hade de kommit väster om Dnepr för att stanna. Den 6 november föll Kiev och det blev något av en symbol för ett troligt nederlag för Tyskland mot Sovjetunionen.
Under sommaren 1943 hade båda sidor lidit stora förluster. Tyskland hade förlorat 1 331 stridsvagnar och 200 000 man i döda och sårade. Sovjet hade förlorat 9 400 stridsvagnar och 863 000 döda och sårade.

## Slagets följder

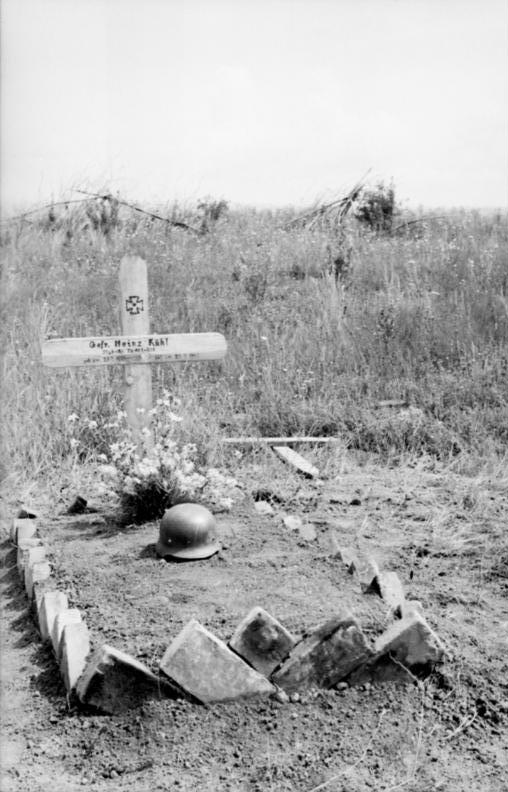
Graven över en tysk soldat – Heinz Kühl – som deltog i slaget vid Kursk. Tyskarna återhämtade sig aldrig från förlusterna vid Kursk och befann sig i en strategisk reträtt under resten av kriget på östfronten.

Detta blev första gången som Hitler själv valde att avbryta en offensiv, vilket kan ses som att han hade insett att det snart var över. Sovjetarmén återtog nu initiativet på östfronten, och de städer man tog tillbaka efter detta förlorades aldrig mer. Tyskland beräknas ha förlorat 56 000 stupade och sårade, 278 stridsvagnar och 200 flygplan. Sovjets förluster uppgick under slaget vid Kursk till cirka 177 800 stupade och sårade, 1 750 stridsvagnar, 1 000 flygplan. Röda arméns förluster var mycket lättare att ersätta än tyskarnas. (De sovjetiska stridsvagnsförlusterna vilka har kommit ut från ryska arkiv efter 1990 är inte helt samstämmiga, men samtliga pekar på förluster om 1 600 till 1 900 stridsvagnar, förstörda eller erövrade av fienden).
Många anser att slaget innebar att den sista tyska strategiska offensiva förmågan på östfronten försvann i och med det tyska nederlaget – initiativet tippade slutgiltigt över till Röda arméns fördel. Det var dessutom första gången som Röda armén lyckades besegra Wehrmacht i ett större fältslag under en sommarkampanj, vilket visade att Röda armén blivit lika kompetent på krigföring på operativ nivå som Wehrmacht. Tyskarna hade samlat så stora resurser inför slaget att det var mycket svårt att ersätta dem, eftersom de tyska industrierna bombades sönder av västallierat flyg.

## Fotnoter
1. ↑  Med den slutgiltiga förstörelsen av tyska styrkor vid Charkiv tog slaget vid Kursk slut. Röda armén avancerade längs en 2 000 km lång front efter att ha vunnit det strategiska initiativet.[1]
2. ↑  Efter Kursk kunde Tyskland inte ens påstå sig själva att hålla det strategiska initiativet i öst.[2]
3. ↑  Siffror från tyska arkiv. Bundesarchiv-Militararchiv, Freiburg; Luftfahrtmuseum, Hannover-Laatzen; WASt Deutsche Dienststelle, Berlin.
4. ↑  1 030 ur 2. VA och 611 ur 17 VA på den södra flanken och 1 151 i den norra sektorn,[8] siffror från ryska arkiv; Ryska flygförvaltningen; Ryska centralmilitärarkivet TsAMO, Podolsk; Ryska statens militära arkiv RGVA, Moskva; Monino flygmuséum, Moskva
5. 1 2  Operation Zitadelle innebär tidpunkten för de tyska anfallen 4–16 juli. Sovjetiska förluster är för perioden 5–23 juli
6. ↑  9 063 KIA 43 159 WIA 1 960 MIA[9]
7. 1 2  Hela slaget vid Kursk innebar tidpunkten för det tyska anfallet och de två sovjetiska motattackerna från 4 juli till 23 augusti.
8. ↑  Kursk-försvar: 177 847; Orel-motattack: 429 890; Belgorod-motattack: 255 566 [18]
9. ↑  Kursk-försvar; 1 614. Orel-motattack; 2 568. Belgorod-motattack; 1 864.[19]